# 久伊豆神社 (越谷市大成町)
久伊豆神社（ひさいずじんじゃ）は、埼玉県越谷市の神社。

## 歴史
創建年代は不明である。ただ当地は平安時代後期より勢力を拡大した武蔵七党の一党「野与党」の大相模能高の屋敷跡があったといわれており、その頃から存在していた可能性がある。
当初は久伊豆神社と氷川神社が合体した「久伊豆大神氷川大神合社」と称していた。久伊豆神社も氷川神社も分布地がかなり限定されており、この両社が一緒に祀られているのはかなり珍しいという。
1875年（明治8年）、近代社格制度に基づく「村社」に列せられ、1908年（明治41年）の神社合祀により、周辺の神社が合祀された。その際に、「久伊豆神社」に改称した。

## 交通アクセス
- 越谷レイクタウン駅より徒歩30分。